# Zinshardt
Zinshardt ist eine Hofschaft in Morsbach im Oberbergischen Kreis im Regierungsbezirk Köln in Nordrhein-Westfalen (Deutschland).

## Lage und Beschreibung
Zinshardt liegt im  südwestlichen Teil von Morsbach nahe der Grenze zu Rheinland-Pfalz. Der Ort befindet  sich auf einem Höhenzug zwischen den Tälern des Holper Bach und des Krüppelscheider Bach. Der Ort ist über eine Verbindungsstraße erreichbar, die bei Kaltau von der Kreisstraße K65 abzweigt und nach Steimelhagen führt.

## Geschichte

### Erstnennung
- 1592 wurde der Ort das erste Mal urkundlich erwähnt und zwar „Verkauf des Gutes auff der Zinßhardt durch Hermann von Hatzfeld an Johann Clein zu Bitzen“[1]

Schreibweise der Erstnennung: Zinßhardt